# Georges Guigue
Pour les articles homonymes, voir Guigue.
Marie Georges Eugène Guigue, né à Trévoux, le 8 novembre 1861 et mort à Lyon le 27 septembre 1926, est un historien et archiviste français.

## Biographie
Georges est le fils de Marie-Claude Guigue, sorti de l'École des chartes en 1856, archiviste du département du Rhône et historien. Il suit la même voie que son père et entre à l'École des chartes en 1880. Sa thèse, portant sur Les Tard-Venus en Lyonnais, Forez et Beaujolais en 1356 à 1369 et publiée en 1886, est remarquée par l'Académie des inscriptions et belles-lettres, qui lui attribue la quatrième mention honorable du concours des antiquités de la France en 1887.
En 1883 il est nommé archiviste à Lyon. En 1889, à la mort de son père, il devient archiviste-en-chef du Rhône. Il innove en photographiant les documents du fonds ancien et en mettant ces clichés à disposition. Grâce aux archives, il rédige de nombreux mémoires sur l'histoire de Lyon.
- 1889 - Inspecteur-général des communes du Rhône.
- 1905 - Membre de l'Académie des sciences, belles-lettres et arts de Lyon.

En 1926, retraité des archives, il est nommé conservateur du Musée du Vieux-Lyon, installé dans l'hôtel de Gadagne, mais décède peu après.
Il fut également président de la Société d'anthropologie de Lyon.
Dans son introduction sur le Livre d'amitié dédié à Jehan de Paris par l'écuyer Pierre Sala publiée en 1884, il est l'auteur de la première biographie consistante de Pierre Sala, grâce à ses recherches dans les archives lyonnaises.

## Distinctions
- Chevalier de la Légion d'honneur